# 에스티발리스 우레솔라 솔라구렌
에스티발리스 우레솔라 솔라구렌(바스크어: Estibaliz Urresola Solaguren, 1984년 5월 4일 ~ ) 은 바스크 출신의 스페인 영화 감독이다. 2023년 영화 《2만 종의 벌》을 통해 감독 데뷔했으며, 작품을 통해 베를린 국제 영화제 경쟁부문에 최초로 진출하기도 했다. 